# Fabrizio Miccoli
Fabrizio Miccoli (ur. 27 czerwca 1979 w Nardò) – włoski piłkarz, który występował na pozycji napastnika. W latach 2003–2004 reprezentant Włoch.
Swoją zawodową karierę zaczynał w Casaronie, potem grał w Ternanie i Perugii, skąd został kupiony do Juventusu. Następnie przez krótki okres występował w Fiorentinie. Później dwa sezony spędził w Benfice. W lipcu 2007 za 4,3 mln euro trafił do US Palermo. W 2015 w maltańskim klubie Birkirkara FC zakończył karierę seniorską.
W 2021 został skazany na 3,5 roku więzienia za działalność o charakterze mafijnym.

## Kariera klubowa

### Początki
Miccoli rozpoczynał swoją kaierę klubową w Casarano, występując w rozgrywkach Serie D, w której zadebiutował 1 września 1996 w meczu z Anconą, strzelając debiutanckę bramkę. W 1998 przeszedł do Ternany występującej ówcześnie w Serie B. W klubie zanotował debiut w spotkaniu z Genoą w rozgrywkach Pucharu Włoch. Z powodu dobrych występów w sezonie 2001/2002, w którym zdobył 15 goli, stał się obiektem zainteresowania wielu klubów.

### Lata 2002–2007
W czerwcu 2002 został kupiony przez Juventus, z którego został wypożyczony do Perugii. Łącznie w sezonie 2002/2003 strzelił 16 goli, w tym 5 bramek zdobył w Pucharze Włoch, zostając królem strzelców rozgrywek. Po udanym sezonie, w następnej edycji zaczął regularnie występować dla Juventusu. Pomimo strzelenia 10 goli, trener Fabio Capello nie wiedział go w swoich planach i Miccoli został ponownie wypożyczony – do Fiorentiny.
W nowym klubie zadebiutował 12 września 2004 w meczu z Romą, a tydzień później zanotował swoje pierwsze trafienie, strzelając w wygranym 2:1 starciu z Cagliari. Sezon 2004/2005 zakończył z 12 golami na koncie w barwach Fiorentiny.
31 sierpnia 2004 został zawodnikiem Benfiki, do której został wypożyczony na jeden sezon. W portugalskim klubie zadebiutował 10 września 2005 w meczu ze Sportingiem. 8 marca 2006 w meczu 1/8 finałów Ligi Mistrzów UEFA przeciwko Liverpoolowi strzelił gola z przewrotki. Po zakończeniu sezonu 2005/2006 jego wypożyczenie został przedłużono na kolejny sezon. Łącznie dla Benfiki rozegrał 56 meczów, w których zdobył 19 goli.

### Palermo
5 lipca 2007 został ogłoszony zawodnikiem Palermo, z którym podpisał trzyletnią umowę. Kwota tranferu wyniosła 4.3 miliona euro. W nowym klubie zadebiutował 26 sierpnia w meczu z Romą (0:2). Pierwsze gole w barwach klubu strzelił, dwukrotnie trafiając w wygranym 4:2 starciu przeciwko Livorno. W pierwszym sezonie strzelił 8 goli, rozgrywając 22 meczów, pomijając część sezonu z powodu kontuzji.
27 marca 2010 po raz pierwszy skompletował hat-tricka, strzelając w meczu z Bologną (3:1). W sumie w sezonie 2009/2010 strzelił 19 goli w lidze, plasując się na 3. pozycji w klasyfikacji najlepszych strzelców.
1 lutego 2012 w zremisowanym 4:4 meczu z Interem Mediolan strzelił trzy bramki. 6 maja zdobył hat-tricka w meczu z Chievo Veroną. Kolejne trzy gole w jednym spotkaniu zanotował również przeciwko Veronie, trafiając trzykrotnie 30 września 2012 w wygranym 4:1 starciu. 24 listopada, w wygranym 3:1 meczu z Catanią, Miccoli zdobył swojego 100. gola w rozgrywkach Serie A. W czerwcu 2013 poinformowano, że napastnik nie przedłuży kontraktu i po sezonie 2012/2013 odejdzie z zespołu. Łącznie dla Palermo wystąpił w 179 meczach, strzelając 81 bramek.

### Lecce
17 czerwca 2013 poinformowano, że napastnik porozumiał się z Lecce. Po kilku dniach został także ogłoszony kapitanem drużyny. 1 września zadebiutował w klubie, strzelając bramkę w przegranym 2:1 meczu z Salernitaną. 16 marca 2014, w wygranym 3:0 starciu przeciwko Pontederze, Miccoli skompletował hat-tricka. W sezonie 2013/2014 zdobył 14 goli w 27 meczach, a Lecce odpadło w play-offach o awans do Serie B. W kolejnym sezonie Lecce również nie zdołało awansować, plasując się na 6. pozycji w ligowej tabeli.

## Sukcesy

### Juventus
- Superpuchar Włoch: 2003

### Indywidualne
- Król strzelców Pucharu Włoch: 2002/2003 (5 goli)